# غران كناريا أرينا
غران كناريا أرينا (بالإسبانية: Gran Canaria Arena)‏ صالة رياضية مغلقة في مدينة لاس بالماس دي غران كناريا في إسبانيا، تستخدم غالباً لمنافسات كرة السلة وهي معقل نادي سي بي غران كناريا لكرة السلة الذي يلعب في الدوري الإسباني لكرة السلة،أُفتتحت الصالة سنة 2014 وأٌقيمت فيها عدد من مباريات كرة السلة في بطولة كأس العالم لكرة السلة 2014، وتتسع الصالة إلى 9,870 متفرج.